# Hanno Rinke
Hanno Rinke (* 19. Juni 1946 in Berlin) ist ein deutscher Schriftsteller, Komponist und Filmemacher sowie ehemaliger Musikproduzent.

## Leben und Werdegang
Nach dem Abitur 1965 studierte Rinke bei Ernst Gernot Klussmann Komposition an der Musikhochschule in Hamburg. In den Jahren 1965 bis 1975 entstanden eigene Werke: Kammermusik, Kompositionen für Orchester und Chansons. Nach einem Volontariat in den Berliner CCC-Studios von Artur Brauner begann er 1969 die „Siemens-Stammhauslehre“ für Führungskräfte und machte seinen Abschluss in Erlangen als Industriekaufmann.
1972 wurde er Product Manager für Neuveröffentlichungen des Schallplattenunternehmens Deutsche Grammophon, 1975 Leiter des Repertoire-Büros. Ab 1977 arbeitete er als Produzent für Künstler wie Leonard Bernstein, Mstislaw Rostropowitsch, Martha Argerich und die meisten Pianisten des Hauses. 1980 und 1983 wurden zwei seiner betreuten Produktionen jeweils in der Kategorie "Best Classical Orchestral Recording" für einen Grammy nominiert. 1988 wurde er Vice President für das Internationale Marketing des Hauses Deutsche Grammophon.
Seit 1993 arbeitet Hanno Rinke als freier Schriftsteller, Komponist und Filmregisseur, u. a. für ARD und Arte.
2005 gründete Hanno Rinke die Guntram und Irene Rinke Stiftung, die sich der deutschen Sprache widmet, junge Sprachtalente und Autoren fördert.
Unter dem Titel Zerrissen. Ein Tagebuch in Briefen erschien 2008 eine Auswahl von Briefen in der Europäischen Verlagsanstalt. 2020 erschien Fast am Ziel – 99 Umwege im Mitteldeutschen Verlag.
Seit 2016 veröffentlicht Rinke viele seiner Werke, Erzählungen und Kurzgeschichten auch online auf seinem Blog. In seinen Rundbriefen und Sonntagspredigten schreibt er mit einem kritisch-satirischen Blick über aktuelles Zeitgeschehen.
2021/22 wurde Hanno Rinkes Text Stromabwärts mit Iris Berben und Alexandra Maria Lara in den Hauptrollen verfilmt. Der Strom sollte bereits 2023 auf einem Filmfestival Premiere feiern, ist bisher aber noch unveröffentlicht.

## Veröffentlichungen
- Zerrissen. Ein Tagebuch in Briefen, Europäische Verlagsanstalt 2008, ISBN 978-3-434-50625-6
- Fast am Ziel – 99 Umwege, Mitteldeutscher Verlag 2020, ISBN 978-3-96311-379-6
- Über Leben,  Mitteldeutscher Verlag 2025, ISBN  978-3963119880

## Filmografie
- Double Life – Güher und Süher Pekinel[14]
- 1996: Traumschlösser, ein Porträt über Mischa Maisky[15]